# Contea di Allendale
La contea di Allendale (in inglese, Allendale County) è una contea dello Stato della Carolina del Sud, negli Stati Uniti. La popolazione al censimento del 2000 era di 11 211 abitanti; una stima del 2005 cita una popolazione pari a 10 917 individui. Il capoluogo di contea è Allendale.

## Geografia fisica
Secondo l'U.S. Census Bureau, la contea ha un'area totale di 413 miglia quadrate (1.069 km²), delle quali, 408 miglia quadrate (1057 km²) sono costituite da terra e 4 miglia quadrate (11 km²) (1,06%) è acqua. Si tratta della contea con meno abitanti al censimento del 2020.
La contea si trova nel sud-ovest dello Stato, al confine con la Georgia. Il fiume Savannah segna il confine occidentale con la Georgia. Gli altri fiumi principali sono il Salkehatchie e il Coosawhatchie. Gran parte della contea è ricoperta di foreste e pinete.
Allendale è principalmente una contea rurale che si basa sull'agricoltura. I prodotti principali sono cotone, soia, angurie e meloni. Il legname è anche importante per la produzione di carta.

### Contee confinanti
- Contea di Barnwell - nord
- Contea di Bamberg - nord-est
- Contea di Colleton - est
- Contea di Hampton - sud-est
- Contea di Screven (Georgia) - sud-ovest
- Contea di Burke (Georgia) - ovest

## Storia
La contea fu istituita nel 1919 da parti delle contee di Barnwell e Hampton e fu l'ultima dello Stato a essere creata. Fu chiamata così in onore di Paul H. Allen. Gli europei cominciarono ad arrivare nel 1750.
La contea di Allendale è il luogo dove si trova il sito Topper, uno scavo archeologico che prova la possibile esistenza di civiltà pre-Clovis che data 50.000 anni fa. Il sito si trova vicino ad un giacimento di selce su di un terreno privato presso Martin appartenente alla Clariant Corporation, un'industria chimica svizzera che ha uno stabilimento lì. Il sito, che ha preso il nome di John Topper, un residente della zona che lo ha scoperto, è luogo di studio e di scavi da parte di archeologi appartenenti alla University of South Carolina per circa un mese all'anno dal 1999, dopo una prima esplorazione con uno scavo effettuato negli anni ottanta.

## Società

### Evoluzione demografica
Secondo il rapporto del censimento del 2000, vi erano 11 211 abitanti, 3.915 proprietari della loro casa, e 2.615 famiglie residenti nella contea. La densità di popolazione era di 11 persone per chilometro quadrato. C'erano 4 568 unità immobiliri per una densità di circa 4 per chilometro quadrato. La formazione razziale era la seguente: 71,00% neri, 27,37% bianchi, 0,12% asiatici, 0,09% nativi americani, 0,06% polinesiani, 0,85% di altre razze, e 0.51% dall'unione di due o più razze. L'1,61% della popolazione era ispanica.
C'erano 3.915 proprietari dei quali il 30,30% avevano figli sotto i 18 anni conviventi, il 35,80% erano sposati conviventi, il 25,80% aveva un capo famiglia donna senza marito, e il 33,20% erano non-famiglie. 30,00% dei proprietari erano singoli e il 12,30% era costituito da un singolo che aveva dai 65 anni in su. La composizione media di ogni unità immobiliare era di 2,56 persone e la media per famiglia era di 3,21.
Nella contea, la popolazione era costituita per il 26,6% da persone al di sotto dei 18 anni, per il 9,8% da persone dai 18 ai 24, per il 28,2% da persone dai 25 ai 44, per il 22,8% da persone dai 45 ai 64, ed il 12,7% erano persone dai 65 anni in su. La media dell'età della popolazione era di 35 anni. Per ogni 100 donne c'erano 108,6 maschi. Per ogni 100 donne di età dai 18 anni in su c'erano 107,5 maschi.
L'introito medio del capo famiglia nella contea era di $20.898, e l'introito medio per una famiglia era di $27.348. I maschi avevano un introito medio di $25.930 contro i $20.318 per le donne. Il reddito pro capite della contea era di $11.293. Circa il 28,40% delle famiglie ed il 34,50% della popolazione risultavano sotto alla soglia di povertà, includendo in questi il 48,10% di quelli sotto i 18 anni ed il 26,00% di quelli dai 65 anni in su.

## Comuni

### Towns
- Allendale (capoluogo)
- Fairfax
- Sycamore